# エリナー・オブ・プロヴァンス
エリナー・オブ・プロヴァンス（Eleanor of Provence, 1223年 - 1291年6月24日）は、プランタジネット朝のイングランド王ヘンリー3世の王妃。

## 生涯
南フランスのエクス＝アン＝プロヴァンス出身。フランス語ではエレオノール・ド・プロヴァンス（Éléonore de Provence）と呼ばれる。プロヴァンス伯レーモン・ベランジェ4世（アラゴン王アルフォンソ2世の孫）の娘で、姉にフランス王ルイ9世の王妃マルグリット、妹にヘンリー3世の弟コーンウォール伯リチャードの妃サンチア、ルイ9世の弟シチリア王カルロ1世（シャルル・ダンジュー）の妃ベアトリスがいる。サヴォイア伯アメデーオ4世の姪に当たる。
1236年1月14日、ヘンリー王と結婚した。彼女の輿入れには母方の伯父4人が同行して、イングランド宮廷に居座った。そのうちピーター（のちのサヴォイア伯ピエトロ2世）はリッチモンド伯に叙され、ボニファス（ボニファチオ）はカンタベリー大司教に登用された。ヘンリー3世のポワトゥー贔屓（王太后イザベラ・オブ・アングレームの縁による）に揺れる宮廷に、王妃は無分別にもサヴォイア贔屓を行い、イングランド人を相手にせず、いたずらに不評を招く結果となった。

## 子女
王との間に育ったのは2男2女である。
- 長男：エドワード（1239年 - 1307年） - 次代の王エドワード1世。
- 長女：マーガレット（1240年 - 1275年） - スコットランド王アレグザンダー3世の王妃。
- 次女：ベアトリス（1242年 - 1275年） - ブルターニュ公ジャン2世の妃。
- 次男：エドマンド（エドマンド・クラウチバック、1245年 - 1296年） - ランカスター伯となり、シモン・ド・モンフォール敗死後、レスター伯、ダービー伯、シャンパーニュ伯の称号を得た。エドマンドの曾孫ブランシェはジョン・オブ・ゴーントの最初の妻である。